# Marcel van Drunen
Marcel van Drunen (Eindhoven, 6 luglio 1970) è un pilota motociclistico olandese, ritiratosi dall'attività agonistica.

## Carriera
Crossista nella prima parte di carriera, ha poi gareggiato nel Supermotard dal 2001 e detiene un grande numero di titoli nazionali, nonché un titolo europeo, conquistato nel 2004 su Yamaha.
In seguito si è dedicato alla partecipazione al campionato olandese supermoto. È il superider olandese più titolato, e proprietario del marchio di abbigliamento tecnico da supermotard MVD Racewear. Nel 2007 apre la Supermotorschool dove insegna guida sportiva, continuerà tale attività anche dopo il ritiro dalle competizioni.
Nel 2010 è iscritto al Campionato del Mondo Supermoto nella classe S1. Nel 2013 prende parte all'evento benefico Sic Supermoto a Latina.

## Palmarès
- 1989: 9º posto Campionato del Mondo Motocross
- 1991: 6º posto Campionato del Mondo Motocross
- 1995: Campione Olandese Supercross
- 1996: Campione Olandese Motocross
- 1998: Campione Olandese Motocross
- 1999: Campione Olandese Motocross
- 2000: 13º posto Campionato del Mondo Motocross classe 500 (su Husqvarna)
- 2001: Campione Olandese Motocross (su Husaberg)
- 2001: 25º posto Campionato del Mondo Motocross classe 500 (su Husaberg)
- 2002: 21º posto Campionato del Mondo Motocross classe 250 (su Yamaha)
- 2003: 2º posto Campionato Olandese Motocross (su Yamaha)
- 2003: 31º posto Campionato del Mondo Motocross GP (su Yamaha)
- 2003: 16º posto Campionato Belga Supermoto classe Prestige Open (su Yamaha)
- 2003: 16º posto Campionato Europeo Supermoto classe 450cc (3 gare su 5) (su Yamaha)
- 2003: 10º posto generale Supermoto delle Nazioni (Team Netherlands) (su Yamaha)
- 2004: Campione Olandese Supermoto (su Yamaha)
- 2004: Campione Europeo Supermoto classe 450cc (su Yamaha)
- 2004: 11º posto Campionato Belga Supermoto classe Prestige 450 (3 gare su 7) (su Yamaha)
- 2004: 25º posto Campionato del Mondo Supermoto S2 (1 GP su 9) (su Yamaha)
- 2004: 7º posto generale Supermoto delle Nazioni (Team Neherlands) (su Yamaha)
- 2005: 2º posto Campionato Olandese Supermoto (su Yamaha)
- 2005: 22º posto Campionato Belga Supermoto classe Prestige 450 (2 gare su 10) (su Yamaha)
- 2005: 28º posto Campionato del Mondo Supermoto S2 (3 GP disputati su 8) (su Yamaha)
- 2006: Campione Internazionale Olandese Supermoto (su Yamaha)
- 2006: 11º posto Campionato Belga Supermoto classe Prestige 450 (4 gare su 10) (su Yamaha)
- 2006: 48º posto al Rally Dakar
- 2007: Campione Internazionale Olandese Supermoto (su Yamaha)
- 2007: 2º posto Campionato Belga Supermoto classe Prestige (su Yamaha)
- 2007: 13º posto generale Supermoto delle Nazioni (Team Netherlands) (su Yamaha)
- 2007: 2º posto Supermoto Masters di Bilstain (su Yamaha)
- 2008: Campione Internazionale Olandese Supermoto (su Yamaha)
- 2008: 8º posto Campionato Belga Supermoto classe Prestige Open (su Yamaha)
- 2008: 27º posto Superbikers di Mettet (su Yamaha)
- 2009: Campione Internazionale Olandese Supermoto (su Yamaha)
- 2009: Vincitore Supermoto Indoor di Zwolle (su Yamaha)
- 2010: Campione Internazionale Olandese Supermoto (su Yamaha)
- 2010: 26º posto Campionato del Mondo Supermoto S1 (1 GP su 5) (su Yamaha)
- 2010: 14º posto Superbikers di Mettet (su Yamaha)
- 2011: 7º posto Superbikers di Mettet (su Yamaha)
- 2011: 2º posto Supermoto Masters di Bilstain (su Yamaha)